# Aeroportul Yakutat
Aeroportul Yakutat (IATA: YAK, ICAO: PAYA, FAA LID: YAK) este un aeroport din Yakutat⁠(d), Yakutat⁠(d), Alaska, Statele Unite ale Americii ce deservește zona Yakutat⁠(d). Aeroportul a fost tranzitat în 2019 de 25.616 pasageri. A fost deschis în 1940 și numit după zona deservită.
Situat la o altitudine de 10 m, aeroportul dispune de 2 piste. Este operat de Alaska Department of Transportation & Public Facilities⁠(d).

## Infrastructură

### Piste
Aeroportul dispune de 2 piste. Pista 02/20 are suprafața de beton și dimensiunile 6.475 picioare × 150 picioare. Pista 11/29 are suprafața de asfalt și dimensiunile 7.732 picioare × 150 picioare. 